# منتخب جنوب إفريقيا لهوكي الجليد للناشئين
منتخب جنوب أفريقيا لهوكي الجليد للناشئين (بالإنجليزية: South Africa men's national junior ice hockey team)‏ هو ممثل جنوب أفريقيا الرسمي في المنافسات الدولية في هوكي الجليد للناشئين
.